# Сан Венанцо I (Терамо)
Сан Венанцо I (итал. San Venanzo I) је насеље у Италији у округу Терамо, региону Абруцо.
Према процени из 2011. у насељу је живело 59 становника. Насеље се налази на надморској висини од 164 м.